# EmuTOS
EmuTOS est une alternative au TOS (le système d'exploitation de l'Atari ST et de ses successeurs), distribué en tant que logiciel libre. Il est essentiellement conçu pour être utilisé avec des émulateurs Atari et des clones comme Hatari ou l'ordinateur FireBee. EmuTOS prend en charge du matériel récent et permet de se passer de l'ancien TOS propriétaire d'autant plus que ce dernier est difficile à trouver.

## Fonctionnalités et compatibilité
Contrairement au TOS original, la dernière version d'EmuTOS peut fonctionner (avec parfois un support limité) sur tout matériel Atari, certains ordinateurs Amiga, et dispose de fonctionnalités,,,,,,, qui n'existaient pas auparavant : CPU ColdFire, IDE, partitions FAT  et support de "Fonctionnalités Natives" pour les émulateurs.
Le support manque pour certaines APIs dépréciées de l'OS, bien que toutes les fonctions de l'API Line-A soient présentes. Compte-tenu de sa conception, EmuTOS ne supporte pas les fonctionnalités non documentées de l'OS. Il prend en charge en partie la matrice sonore de l'Atari Falcon mais le support du DSP est absent, et bien que la VDI gère les modes graphiques entrelacés avec 1, 2, 4 et 8 bits, les résolutions 16 bits de l'Atari Falcon (ou de l'Amiga) sont totalement absentes. C'est pourquoi certains anciens jeux, démos ou applications, mais aussi certains logiciels spécifiques au Falcon, peuvent ne pas fonctionner.

## Versions
| Version                                | Date              | Nouveautés |
| -------------------------------------- | ----------------- | --- |
|                                        | 1er mai 2001      | Début du travail sur l'ancien code source du GEMDOS, libéré par Caldera en 1999, pour créer EmuTOS en ajoutant les couches BIOS et XBIOS réécrites à partir de zéro. |
|                                        | 27 septembre 2001 | Version initiale sur CVS (SourceForge) |
| 0.1                                    | 23 octobre 2001   | Première version numérotée, après plusieurs versions beta identifiées uniquement par leur date. |
| 0.9.1                                  | 3 juillet 2013    | Support des cartes d'évaluation Firebee, affichage 256 couleurs sur les systèmes VIDEL et fonctions sonores DMA XBIOS. L'interpréteur EmuCON2 gère la complétion avec TAB et le renommage des dossiers a été ajouté. Un bureau complet est désormais intégré, y compris dans la plus petite version de la ROM 192k. |
| 0.9.2 (et sa version corrective 0.9.3) | 21 février 2014   | Support des cartes SD/MMC, du connecteur externe IDE et des fonctions d'extinction sur la plate-forme Firebee. Les CompactFlash peuvent être utilisées, la gestion des supports IDE, des partitions FAT et de la détection de changement de support ont été améliorées. Corrections et améliorations du démarrage d'EmuTOS-RAM, de la compatibilité fVDI et de la vitesse générale de la VDI, support ACSI et XHDI (voir Atari TOS).                            |
| 0.9.4                                  | 6 mars 2015       | Compilé avec -O2 par défaut pour de meilleures performances (sauf sur la version 192k), utilise moins de RAM et ajoute une nouvelle variante pour les cartes d'évaluation ColdFire avec BaS_gcc ("BIOS"). Le Bureau permet maintenant d'afficher des fichiers texte et de déplacer des fichiers ou dossiers avec la touche Control. |
| 0.9.5                                  | 25 octobre 2015   | Corrige des problèmes avec l'émulation de disque dur sous l'émulateur STeem, ajoute l'émulation de la souris avec Alt+flèche, support de Pexec mode 7, support de double clavier, l'utilisateur peut indiquer une partition d'amorçage au démarrage, rétablissement après exception dans les programmes utilisateur, initialisation de la pile sur Amiga, améliorations de l'alignement des objets text relogés, support de toutes les fonctions line-A achevé. |
| 0.9.6                                  | 21 mai 2016       | Correctifs pour le matériel du TT et support complet de la VDI pour toutes les résolutions et l'affichage sur Atari TT. Entrée MIDI input, ajout d'une commande EmuCON 'mode' et du support de la fonction etv_term(). Nombreux correctifs. |
| 0.9.7                                  | 17 novembre 2016  | Support des partitions MBR étendues, carte MonSTer, Eiffel sur bus CAN sur ColdFire EVB et Apollo Core 68080. Support de FreeMiNT sur matériel non-Atari. Fonctionnalités du Bureau 'Installer périphérique', 'Installer icône' et 'Enlever icône de bureau'. Version autonome d'EmuCON2. |
| 1.0 (et 1.0.1)                         | 6 décembre 2020   | Ajout du clavier espagnol, amélioration de la compatibilité TOS pour la gestion des joysticks, support d'Atari GDOS, possibilité pour l'utilisateur de modifier les raccourcis-clavier dans les éléments des menus du bureau |
| 1.1                                    | 9 juillet 2021    | Prise en charge de la couleur pour les icônes et les fenêtres, ajout des fonctions BIOS pour le support du DSP du Falcon, gestion sous interruptions des E/S du MFP et ports séries TT-MFP, meilleure détection des cartes graphiques Nova, ajout des langues turque et hongroise. Disponibilité d'un manuel en ligne. |
| 1.2                                    | 7 août 2022       | Prise en charge des objets 3D et de plusieurs fonctions de l'AES 3.30. Ajout de plusieurs fonctions XBIOS relatives à la partie graphique du Falcon. |
| 1.3                                    | 17 mars 2024      | Prise en charge de l'API SCSIDRV, support préliminaire des modes TrueColor du Falcon. Amélioration du pilote IDE et de la gestion du système de fichiers FAT. |